# Jane (musikgrupp)
Jane var en amerikansk musikduo bestående av Noah Lennox (också känd under artistnamnet Panda Bear) och Scott Mou. Lennox och Mou träffades när de arbetade tillsammans i en skivbutik i New York.

## Diskografi
Album
- 2002 – ...paradise..
- 2005 – Berserker

EP
- 2002 – COcOnuts